# ГЕС Guàzhì
ГЕС Guàzhì (挂治水电站) — гідроелектростанція у центральній частині Китаю в провінції Ґуйчжоу. Знаходячись між ГЕС Sānbǎnxī (вище за течією) та ГЕС Байши, входить до складу каскаду на річці Qingshui, правій твірній Юаньцзян, котра впадає до розташованого на правобережжі Янцзи великого озера Дунтін.
У межах проєкту річку перекрили бетонною гравітаційною греблею висотою 44 метри та довжиною 313 метрів. Вона утримує водосховище з об'ємом 41,8 млн м3 (корисний об'єм 7,1 млн м3) та припустимим коливанням рівня поверхні в операційному режимі між позначками 320 та 322 метри НРМ (під час повені рівень може зростати до 325,6 метра НРМ, а об'єм — до 54,9 млн м3).
Пригреблевий машинний зал обладнали трьома пропелерними турбінами потужністю по 50 МВт, які забезпечують виробництво 402 млн кВт·год електроенергії на рік.